# フランス語共同体
フランス語共同体（フランスごきょうどうたい、フランス語: Communauté française、オランダ語: Franse Gemeenschap、ドイツ語: Französische Gemeinschaft）は、連邦国家であるベルギー王国を構成する3つの共同体のひとつ。同国憲法で規定された公共団体であり、独自の議会、政府、行政機構を有する。共同体の旗は、共同体の市民のおよそ 80% が居住するワロン地域のものと同一である。

## 名称
ワロン＝ブリュッセル共同体 (Communauté Wallonie-Bruxelles)、フランス語ワロン＝ブリュッセル共同体 (Communauté française Wallonie-Bruxelles)、あるいはたんにワロン＝ブリュッセル (Wallonie-Bruxelles) という表記はフランス語共同体の機関や、より広くはフランス語共同体、ワロン地域、フランス語共同体委員会の各機関に対しても用いられる。しかしながらこれらの表記はベルギーの憲法にないものである。法的文書の中での用例としては "Arrêté du Gouvernement de la Communauté française fixant le code de qualité et de l'accueil"（2003年12月17日版）で "Communauté Wallonie-Bruxelles" という表記がある。